# Paracladella giorgionei
Paracladella giorgionei är en stekelart som beskrevs av Girault 1932. Paracladella giorgionei ingår i släktet Paracladella och familjen sköldlussteklar. Inga underarter finns listade i Catalogue of Life.